# Gentili (famiglia)

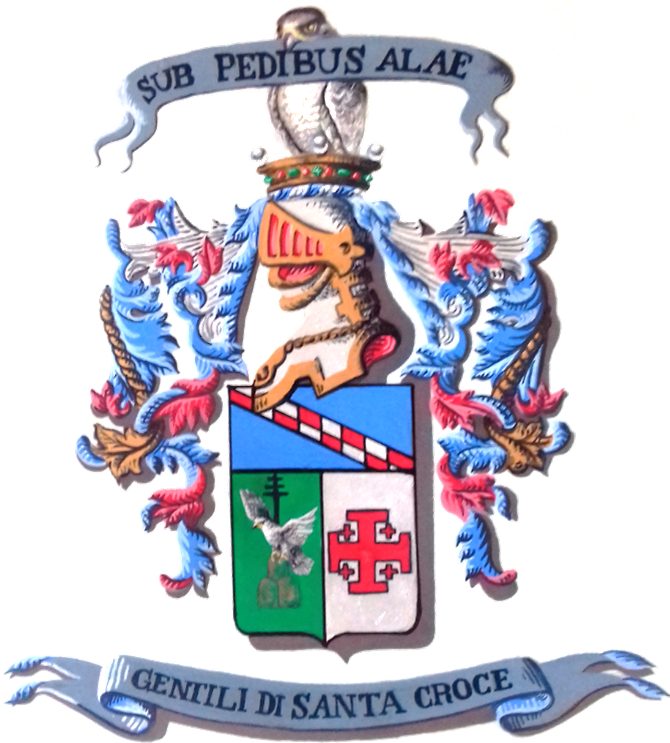
Stemma dei Gentili di Santa Croce, nobili (mf) e cavalieri ereditari (m)

La famiglia Gentili, o Gentili di Rovellone è originaria della Gola della Rossa.

## Storia
I Gentili di Rovellone furono dei potenti feudatari, discendenti da un ramo degli Ottoni di Cerreto e Matelica. Questa nobile famiglia probabilmente nell'XI secolo era consorziata con i signori del gastaldato di Pierosara. Le proprietà dei Rovellone sono citate nei documenti di San Vittore del 1104, dove in alcune donazioni all'abbazia sono nominati i castelli della Civitella, Precicchie e Serra Secca.
Questi signori nel XII secolo possedevano anche le fortezze di Castelletta, Rotorscio, Grotte, Avvoltore, Frontale, Isola San Clemente, Accola, Crino, Anticola.
La loro dimora era una rocca costruita sulla cima dell'omonimo monte situato in prossimità della Gola della Rossa. Oggi del maniero rimangono solo miseri resti delle mura di cinta. Ai piedi della rocca, in località le Falasche, esisteva il borgo oggi completamente scomparso. Il feudo nei secoli X-XII controllava una moltitudine di territori, da Serra San Quirico ad Apiro fino a Cupramontana, Valdicastro, Albacina e Pierosara.
Nel 1227 il conte Corrado di Gentile donò a San Silvestro Guzzolini una località chiamata Grottafucile dove fondò il primo monastero dell'ordine dei Silvestrini. 
Nel 1251 il conte stipulò un accordo con il potente comune di Jesi, ponendo i loro averi a difesa di quest'ultimo, con il patto di risiedere in questa città tre mesi l'anno e di lasciare liberi i propri vassalli di inurbarsi nel Comune. Nel 1265 nel suo testamento liberò dal giuramento feudale gli abitanti dei suoi castelli di Accola e Follonica, che finirono per accastellarsi nel vicino castello di Staffolo.
Nel 1303, con la morte del conte Corrado, si aprì una diatriba sull'eredita dei feudi, coinvolgendo anche i potenti comuni di Jesi e Fabriano. Quest'ultimo prese i castelli di Precicchie e Rovellone, e nel 1305 acquistò altri possedimenti da donna Margherita Mainetti, vedova del conte di Rovellone, per 20.000 libbre ravennati e anconetane. Ne scaturì una guerra con Jesi, terminata nel 1308 con la Pace di Fermo, dove i feudi contesi furono assegnati a Fabriano in cambio di un risarcimento ereditario ai discendenti del conte Corrado.
Un ramo del casato era presente a Roma fin da XIV secolo con Luca Ridolfucci Gentili che fu vescovo di Nocera Umbra e poi governatore dell'Umbria. In seguito allo Scisma d'Occidente, papa Urbano VI il 18 settembre 1378 promosse ben 25 cardinali e fra questi anche Luca Gentili. Morì nel gennaio del 1389. Camilla Gentili nacque nella seconda metà del XV secolo, da Luca Gentili dei signori di Rovellone e da Brandina della nobile famiglia dei Grassi. Per volere della famiglia, si sposò con il nobile Battista Santucci, uomo violento e rissoso. Il marito di Camilla riversava l'odio che aveva per tutti i membri della famiglia Grassi, sulla suocera Brandina e sulla sposa, donna mite, sottomessa e stimata da tutti per la bontà. Incolpato dell'assassinio di Pierozzo Grassi nel 1482,presso il Castello Petroso di Genga, Battista ebbe salva la vita grazie all'intervento personale e le preghiere di Camilla. Nonostante ciò il suo odio verso i Grassi non si placò, anzi crebbe a tal punto da proibire alla moglie di avere contatti con la madre Brandina.
Accortosi che il suo divieto non era stato rispettato, il 26 luglio 1486, Battista con finta tenerezza invitò Camilla ad accompagnarlo all'Uvaiolo, località dove possedeva un podere, per trascorrere qualche ora in serenità. Camilla accondiscese senza rendersi conto che si stava recando al patibolo. Qui il marito tirò fuori un pugnale e colpì Camilla prima alla gola e poi al seno, mentre lei innalzava al Signore la sua preghiera di perdono e di amore. Battista commesso il grave misfatto tentò la fuga che non poté effettuare come se fosse legato a terra. L'agghiacciante fatto venne subito scoperto, destando indignazione e pietà.
La salma di Camilla fu tumulata nella chiesa di Santa Maria del Mercato (l'attuale chiesa di San Domenico) dove la famiglia Gentili aveva la sepoltura. Fin da subito la sua tomba fu meta di pellegrinaggi per le grazie ed i prodigi accordati a quanti ricorrevano alla sua protezione. Devoto di Camilla fu anche il cardinale di Bologna Prospero Lambertini che divenne poi papa con il nome di Benedetto XIV.
Il 15 gennaio 1841 Gregorio XVI la proclamò "Beata" e stabilì la festa della Beata Camilla Gentili di Rovellone il 26 luglio, il giorno della sua morte. Vi apparteneva il cardinale Antonio Saverio Gentili, figlio di Teresa Durso e Nicola Gentili, "qui fuit segretus cubicularius e numero partecipantium Clementis X", parole che possono convenire agli Aiutanti di Camera del Pontefice (cubiculario è lo stesso che Aiutante di Camera). Il padre Nicola Gentili, fu cameriere del cardinal Maidalchini (nipote di donna Olimpia cognata di Innocenzo X), e in occasione di un suo rientro nella sua patria, Camerino, per buona sorte entrò al servizio del vescovo di quella città monsignor Altieri, il quale essendo fatto cardinale e poi Pontefice col nome di Clemente X l'arricchì in vari modi. Fra l'altro gli concesse il sito, dov'era una piazza di fronte a s. Nicola in Arcione, dove fu fabbricato palazzo Gentili. Filippo, fratello del Card. Antonio Saverio, si guadagnò il marchesato di Antuni (il titolo fu eletto principato nel 1832 in favore di Urbano Del Drago-Biscia-Gentili) e fu comandante della Guardia Còrsa Papale
I Gentili abitarono nel Rione della Pigna e furono insigniti del titolo di conti di Ascrea, furono ascritti tra i conservatori e i caporioni ed ebbero sempre alto prestigio in Curia.
Il cardinale Antonio Saverio fu mecenate dei letterati, la sua casa fu sempre per loro aperta, dotto e profondamente erudito. Il cardinale fu il protettore della celebre accademia degli Infecondi, che fu la madre dell'illustre e cospicua Arcadia. Egli sin dai suoi anni giovanili era stato solito, in tutti i giorni delle solennità della Beata Vergine dare nella propria abitazione un devoto ed erudito intrattenimento in onore della Santa Madre, con accademie tenute nel proprio palazzo, alle quali partecipavano cardinali, prelati, nobili, letterati, e personaggi illustri..
Alla sua morte fu sepolto nella chiesa di s. Venanzio de' camerinesi e la sua nipote marchesa Costanza Giori Sparapani gli eresse una marmorea iscrizione, con distinto elogio.
La figlia della marchesa Costanza, la marchesa Anna Margarita Catharina Sparapani Boccapadule erede Gentili, lasciò a sua volta quale erede il marito della sua figlia d'elezione Anna Hopfer, ovvero un del Drago e quest'ultimo casato ereditò titoli e beni dei Gentili. Infatti, da allora i del Drago divennero del Drago-Biscia-Gentili.
La Casata diramò ampiamente nei secoli portandosi, oltre che a Roma, a Bologna, a Ravenna, a Perugia ed in più parti del territorio marchigiano, ovunque aggregata alle locali nobiltà civiche.

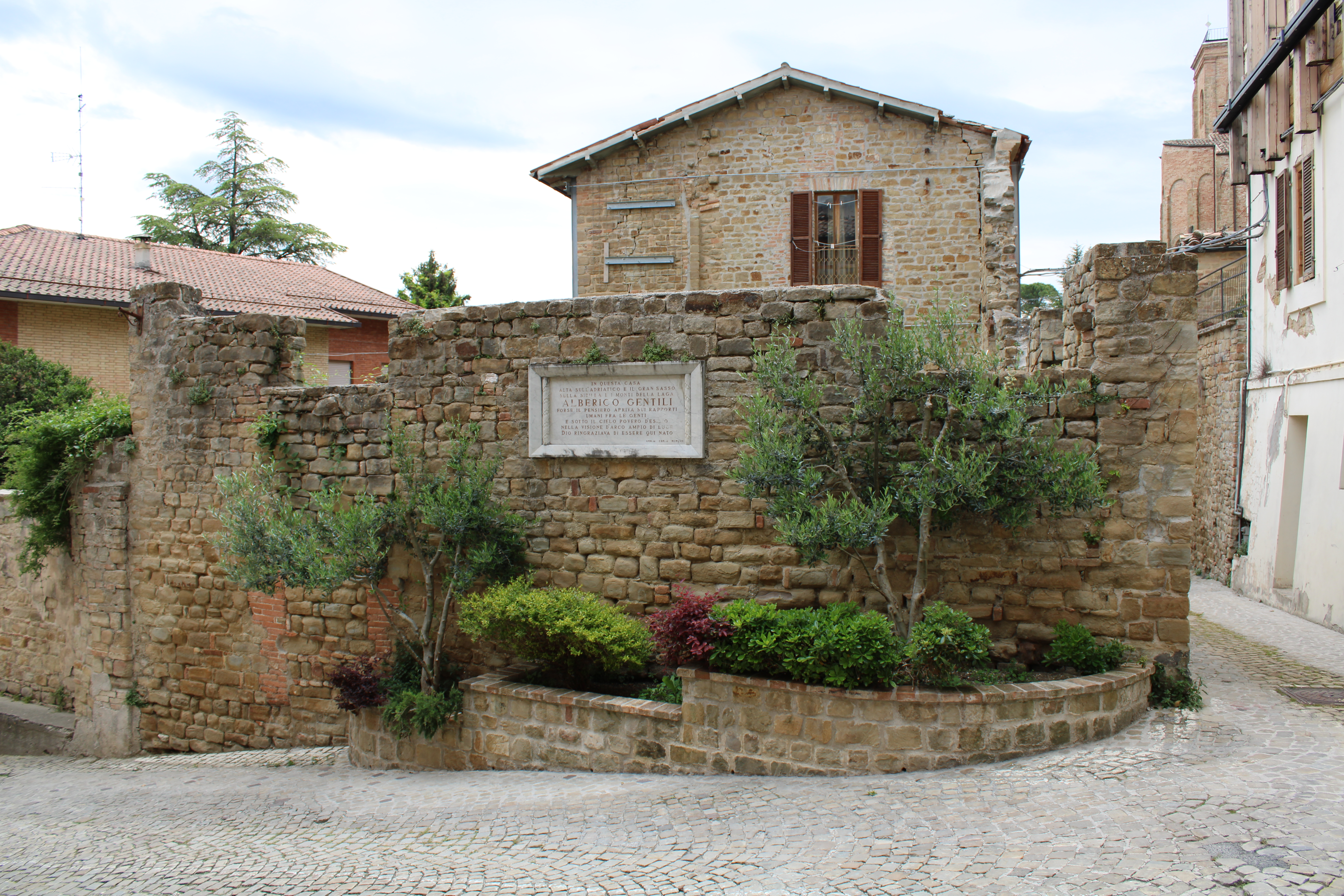
Casa dei Gentili di San Ginesio

La Casata risulta tra le consolari di San Severino con il diritto di essere aggregata al ceto nobile ed al patriziato, fregiata della Signoria di Rovellone e del Marchesato di Poggio Manente, tra le nobili di Ripatransone, di Fossombrone, di Urbino,  di Trevi (Gentili signori di Pettino), Spoleto, Foligno (ramo Gentili Spinola), privilegiata del titolo di Nobile e di Marchese del S.R.I., tra le nobili di Norcia, tra le nobili di Pesaro e le nobili di San Ginesio. Da San Ginesio durante i moti carbonari di fine '700, primi dell'800 un ramo passò prima a Montegranaro e poi a Santa Croce di Sant'Elpidio a Mare ove fissò stabile residenza.

## Albero genealogico
Famiglia Gentili
```
  │  ├─
Luca Ridolfucci Gentili
 cardinale dal 18 settembre 1378
  │
  │
 
Andrea Gentili
 (n.15__) sposato 
  │
  └─
Gentile Gentili
  sposato il 25-11-15N7 con Cinzia di Giampaolo Martorelli (m. 5-10-1631)
    │
    ├──Olimpia (n.16-9-1589) sposata il 17-4-1611 
Carlo Vicomanni

    ├──Francesca (n. 26-1-1592)
    ├──Lisabetta (n. 6-8-1595)
    ├──Francesca (n.3-10-1593_m.11-2-16NN) sposata il 9-1-1622 
Venanzio Benigni

    ├──Piera (n.5-8-1599) sposa il 25-2-1620 Francesco Fedeli
    ├──Andrea (n.2-6-1601_m.5-4-1679) can.co della Cattedrale di Camerino
    ├──Michelangelo (n.29-9-1603) 
    ├──Lisabetta (n.28-10-1606)
    ├──Venanzo (n.5-3-1608)
    └──
Ottaviano Gentili
 (n.5-5-1593_m.5-5-1673) sposato il 26-6-1624 Amorosa di 
Leonardo Vicomanni

       │
       ├───Venanzio (n.1625)
       ├───Maria (n.9-4-1627) sposa il 25-4-1648 Baldassarre di Marcelli Ricci di Pioraco
       ├───Michelangelo (n.9-1-1629_m.6-9-1629)
       ├───Giuseppe (n.17-7-1633)
       ├───Cinzia (n.13-8-1636_m.22-6-1658)
       └───
Niccolo' Gentili
 (n. 1630) sposato Teresa Dursi
```

```
           ├─
Antonio Saverio Gentili
 (n.9-2-1681_13-3-1753) cardinale 
           ├─Margherita sposa il conte Miti d'Imola
           ├─
Filippo Gentili
 (n.1690_m.1753) marchese di Antuni
           ├─Caterina sposa il marchese Spada
           └─Francesca Gentili (n.1684_m.13-4-1723) sposa Antonfrancesco 
Giori
(n.8.7.1665), nipote del cardinale 
Angelo Giori

             │ 
             ├─Ippolita(n.3-10-1703_m.4-4-1710)
             ├─Angiolo(n.21-12-1704_m.21-1-1705)
             ├─Francesco (n.28-10-1708_m.15-11-1739)
             ├─Teresa (n.11-7-1711_m.23.7.1712)
             └─
Costanza Giori
 (n.11-4-1707_m.30.3.1771)eletta Gentili, sposata con Anton Maria di Lucido Sparapani
               │ 
               ├─Clelia (n.1738_m.16-2-1768)
               └─
Margherita Sparapani Gentili
 (n.29-10-1735_m.13-12-1820) sposata Giuseppe Boccapadule(n.5-12-1729_m.10.3.1809)
                └─figlia d'elezione Elena Hofer (n.1797_m.1816) sposata nel 1814 con il
principe 
Urbano Del Drago Biscia Gentili
 (n.9.3.1773_m.25.7.1851) che ereditò nome e beni della famiglia Gentili.
```